# Фонтан Радости
Фонтан Радости (итал. Fonte Gaia) — фонтан в Сиене. Этот фонтан расположен на главной площади Сиены Пьяцца дель Кампо, напротив палаццо Пубблико.
Около 1340 года сиенская Синьория постановила соорудить общественный фонтан на главной площади города Пьяцца дель Кампо. Работы были поручены сиенским скульпторам и архитекторам Агостино и Аньоло, которые соорудили прямоугольную чашу фонтана и провели к ней по свинцовым и глиняным трубам воду. 01 июня 1343 года состоялось торжественное открытие фонтана. После этого Аньоло уехал в Ассизи. Агостино же начал делать рисунки для мраморного украшения фонтана. Делая рисунки, он и умер на площади около созданного им фонтана.
В 1409 году на родину в Сиену вернулся скульптор Якопо делла Кверча, прославившийся работами в Болонье, Лукке и Флоренции. Городская Синьория незамедлительно заказала ему мраморное украшение фонтана за вознаграждение 200 скуди золотом. Якопо украсил мраморными скульптурами три стены фонтана. В центре он поставил скульптуру Девы Марии с младенцем Христом на руках, а вокруг неё мраморные скульптуры двух ангелов, семи Добродетелей и Реи Сильвии с младенцами Ромулом и Ремом на руках и Акки Ларенции (персонажи истории основания Рима). Также выполнены мраморные рельефные композиции — «Изгнание из Рая» и «Сотворение Адама». Внизу же под фигурами и рельефами он поставил скульптуры львов и волков, входящих в эмблему города Сиены. Мраморное украшение фонтана было завершено в 1419 году и вызвало такой восторг сиенцев, что скульптора Якопо делла Кверча после этого стали звать Якопо делла Фонте.
В XIX веке было принято решение перенести подлинные скульптуры с фонтана, пострадавшие от времени, в музей палаццо Пубблико, а вместо них на площади поставить копии. Копии выполнены в 1858 году сиенским скульптором Тито Саррокки.